# Камехамеха III
Камехамеха III рођен (17. марта 1814 - 15. децембра 1854) био је трећи краљ Краљевине Хаваја од 1825. до 1854. Његово рођено име било је Кеавеавеула Кивалао Кауикеаоули Калеиопапа, а затим је постало Кеавеавеула Кивалао Кауикеаоула Каланикау Иокикило Кивалао, када је ступио на престо Камехамеха III. Трећи хавајски краљ, син првог краља Камехамеха I.

## Биографија
Кауикеаоули је рођен у заливу Кеаухоу, на острву Хаваји, највећем острву архипелага Хавајска острва. Био је други син краља Камехамеха I и његовe најузвишеније супруге, краљице Кеопуолани, рођене на Мауију. Рани историчари сугерисали су јун или јул 1814, али један од прихваћених датума је 11. август 1813. Биограф П. Kристиан Клиегер као рођендан наводи 17. март 1814. Био је из највише капу лозе. Кауикеаоули је био око 16 година млађи од свог брата Лихолиха, који је владао као Камехамеха II почев од 1819. године. Назван је Кауикеаоули (смештен у тамне облаке) Калеиопапа Куакаманолани Махиналани Каланинуиваиакуа Кеавеаве улаокалани (црвена стаза или пут којим се бог спушта с неба) по деди са мајчине стране Кивалао. Био је обећан да га усвоји Куакини, али када се појавио мртворођени на породу, Куакини је одбио да га узме.
Али поглавица Каикиоева питао је свог Каула (пророка) Капихе, који је изјавио да ће беба бити жива. Кауикеаоули је очишћен, положен на стену, вентилиран, мољен и пошкропљен водом док није дисао, кретао се и плакао. Молитва Капихе била је Каонохиокала, „Божје дете“. Стена је сачувана као споменик у заливу Кеаухоу. Дата је Каикиоеви за узвишење.
Кауикеаоули је имао проблематично детињство. Био је растрган између пуританских хришћанских смерница које је краљевству наметнуло Кухина Нуи (краљица регент), која је била његова маћеха Каахуману, и жеље да поштује древне традиције. Под утицајем тадашњег гувернера Оахуа Бокија и младог хавајско-тахитијског свештеника по имену Каоми, Кауикеаоулијев партнер Аикане, побунио се против његових хришћанских учења, створио је тајни поредак Хулуману (птичје перо) и именовао Каоми за свог сувладара уместо Кинау. До 1835. године вратио се поново путевима мисионара.

## Владавина
Под његовом влашћу, Хаваји су од апсолутне монархије прешли у уставну монархију потписивањем Устава из 1840. године, што је био први устав на хавајском језику, и Устава из 1852. Био је најдуговечнији владајући монарх у историји Краљевине Хаваја владао је 29 година и 192 дана, иако је на почетку своје владавине био под влашћу краљице Каахуману и касније Каахуману II. Његов циљ је био да пажљиво уравнотежи модернизацију пратећи западне путеве, а истовремено држи своју нацију нетакнутом. Када је Кауикеаоули ступио на престо 1835. године, домаћег становништва је било око 150 000, које је у време доласка капетана Кука на Хаваје 1778. године било мање од трећине хавајског становништва. Током његове владавине тај број се преполовио. због низа епидемија.

### Брак и деца
На древним Хавајима, виши слојеви брак са блиским чланом краљевске породице сматрали су одличним начином одржавања чистих крвних линија. Његов брат Лихолихо (краљ Камехамеха I) и његова краљица Камамалу били су полусестра и братски пар. Волео је своју сестру Нахиенаена и планирао је да је ожени од детињства, али мисионари су се успротивили унији због њене перцепције инцеста.
Године 1832. предложено је да Каманеле, ћерка гувернера Џона Адамса Куакинија, буде најприкладнија за његову краљицу у погледу старости, чина и образовања. Каманеле је умрла пре венчања 1834. Уместо тога, Камехамеха III је одлучио да се ожени Калама Хакалелепони Капакухаили против жеље Кинау. Каламин отац био је Наихекукуи. После смрти његове сестре крајем 1836. године, венчао се са Каламом 14. фебруара 1837. године у хришћанској церемонији. Камехамеха III и Калама имали су двоје деце, принц Кеавеавеулаокалани I и принц Кеавеавеулаокалани II, обојица су умрли као новорођенчад. Он и његова љубавница Јане Лахилахи, ћерка очевог саветника Џон Јанга, имали су два ванбрачна сина: Кивалао, којег је Камехамеха првобитно узео на васпитање, умро је млад, док је други близанац Алберт Кунуиакеа преживео, а касније су га усвојили Камехамеха и његова супруга краљица Калама. Кунуиакеа је одрастао, али је умро без деце (1851–1902).

### Влада
Камехамеха III усмерио је развој првих формалних писаних закона на Хавајима. 1838. виши саветник Хоапили убедио је бившег мисионара Вилијама Ричардса да напусти цркву и постане политички саветник. Ричардс (иако ни сам није имао правно образовање) подучавао је Камехамеха III и његове одборнике западним идејама владавине права и економије. Њихов први акт била је декларација о људским правима 1839.
Под француском ратном претњом, римокатолицизам је легализован Едиктом о толеранцији 1839. године, и уведен је први правни закон. Камехамеха III је такође донео устав из 1840. године, први на Хавајима. Ово је поставило темеље за успостављање судске и извршне гране власти, а 1848. године под Махелеом је уведен систем власништва над земљом. Декларација о правима из 1839. године, Устав из 1840. године и различити закони донети од 1840. до 1842. године заједнички су називани Куму Канаваи или „правни основ“. Објављени су заједно у двострукој хавајско/енглеској књизи са плавом корицом, слично правним законима држава Нове Енглеске у то време, и како су на енглеском постали познати као Плави закони. Куму Канаваи се углавном заснивао на аутохтоним традицијама Хаваја, разним законима донетим од 1823. године и принципима хришћанске Библије.
Наредних неколико година, Камехамеха III је преселио главни град из Лахаине у Хонолулу. У септембру 1840. године, је стигао Чарлс Вилкс из Истраживачке експедиција Сједињених Држава, која је трајала у периоду од 1838. до 1842. године. Камехамеха III је био срећан што је пружио подршку истраживачима и за преводиоца именовао лекара мисионара Герит П. Јуд. Лекар је лечио многе морнаре који су патили од висинске болести приликом њиховог успона на Мауна Лоа. Вилкес је јако све подржаво и отишао је тек марта 1841. године.
У фебруару 1843. године, британски капетан Лорд Џорџ Поле извршио је притисак на Камехамеха III да преда Хавајско краљевство британској круни, али је Камехамеха III скренуо пажњу Лондона на капетанове неваљале акције које су на крају обновиле независност краљевине. Непуних пет месеци касније, британски адмирал Ричард Дартон Томас одбацио је Полеаулетове поступке и краљевство је обновљено 31. јула. На крају овог периода неизвесности, краљ је изговорио реченицу која је на крају постала мото Хаваја: Уа Мау ке Еа о ка ʻина и ка Поно - „Живот земље је овековечен у правди“. Тада се 31. јул славио као Ла Хоʻихоʻи Еа, Дан обнове суверенитета, званични државни празник краљевине. Касније те године, 28. новембра, Велика Британија и Француска званично су признале независност Хавајског краљевства, и постало је национални празник, Ла Куʻокоʻа - Дан независности.
1840-их формално законодавно тело Хавајског краљевства и Кабинета заменило је неформално веће шефова. Поглавице су постале Дом племића, по узору на британски Дом лордова. Седам изабраних представника био је почетак демократске владе. Кабинет се састојао од тајног одборника и пет моћних министара владе. Јуд је проглашен за најмоћније место министра финансија. Гранични адвокат Џон Рикорд био је државни тужилац, Роберт Крајтон Вајли државни секретар, Ричард државни секретар, а Кеони Ана министар унутрашњих послова.
Камехамеха III је такође руководио формализацијом судског система и власништва над земљиштем. Случајеви попут Ричард Чарлтон и Ладд & Цо. изазвали су инциденте из 1843 и касније парнице. Под Камехамеха III, Хаваји су брзо прешли са аутохтоних традиција на нови правни систем заснован на англоамеричком обичајном праву. Лорин Ендруз је постао страни судија 1845. Вилијам Литл Ли (први који је заправо дипломирао на правном факултету) постао је први врховни судија.
Комисија за мирну расподелу земље основана је 10. фебруара 1846. То је довело до онога што се назива Грејт Махел из 1848. године, који је прерасподелио земљу између владе, краља, племића и обичног становништва. Странцима је први пут било дозвољено да поседују једнократну накнаду за земљу на Хавајима. Многи грађани нису знали за програм и изгубили су се у дистрибуцији. Доминација Американаца у његовом кабинету (коју су уравнотежили само Скот Вили и полухавајка Кеони Ана) такође је обесхрабрила људе. Ни ту није био крај спољним сукобима. 1849. адмирал Луис Тромелин предводио је француску инвазију на Хонолулу. Французи су град пљачкали и опљачкали након што је краљ одбио њехове захтеве. У септембру 1849. Јудд је послан са наследником принцом Александром Лихолихом и Камехамеха V у дипломатску мисију. Вратили су се са новим уговором са Сједињеним Државама, али нису успели у посетама Лондону и Паризу.
Устав 1852. и наредни закони наставили су да либерализују политику. Судски систем је био јединствен, уместо да има одвојене судове за Хаваје и странце. Локалне хавајске судије постали су окружни судије, а формиран је Врховни суд са Ли Ендруз и Џон Папа. Правила гласања су формализована и ојачана је улога Представничког дома.

### Касније године
Калифорнијска златна грозница донела је повећану трговину, али и неке нежељене посетиоце. Раније дуга путовања око Рт Хорн или из Европе значила су да су заражени морнари до њиховог доласка били или опорављени или закопани у мору. Кратко путовање из Калифорније донело је неколико таласа болести које су десетковале домаће Хавајце који нису имали имунитет. У лето 1853. епидемија великих богиња проузроковала је хиљаде смртних случајева, углавном на острву Оаху. Јуд, увек у супротности са Вилијам, изгубио је подршку других који су га кривили зашто не заустави болест (или су били други политички разлози да га скину с власти). Јуд је био приморан да поднесе оставку 3. септембра, а заменио га је Елиша Хант Ален на месту министра финансија.
Хаваји су постали популарна зимска дестинација за фрустриране истраживаче 1850-их. Причало се да су неки били филибустери који су се надали да ће профитирати од побуне. Једна од првих била је група коју је водио Самјуел Бренан, а која није пронашла народну подршку за устанак који су очекивали. Крајем 1853. претње, стварне или измишљене, навеле су краља да размотри анексију Сједињеним Државама. Вили и Ли су убедили краља да инсистира на томе да би анексија била прихватљива само ако Хаваји постану америчка држава.
Године 1852. група мисионара отишла је са Хаваја на острва Микронезија. Са собом су носили уводно писмо са званичним печатом краља Камехамеха III, тада владајућег монарха на Хавајским острвима. Ово писмо, првобитно написано на хавајском језику и упућено различитим владарима пацифичких острва, делимично гласи: „Неки учитељи Свевишњег Бога, Јехова, плове на ваша острва да би вам учинили његову реч познатом за вечно спасење Препоручујем да изразите захвалност и пријатељство овим добрим учитељима и препоручујем вам да слушате њихова упутства ... Саветујем вам да баците своје идоле, узмете Господа Јехова за свог Бога, обожавјате га и волите и он ће вас благословити и спасити.
16. маја 1854. краљ Камехамеха III прогласио је Хавајско краљевство неутралним у Кримском рату у Европи. Тадашње кризе су прошле, али краљево здравље је пропадало, што се често приписивало његовом поновном пијењу. Питање анексије такође није нестало. Британски министар Вилијам Милер и француски представник Луси Емил Перин успротивили су се том плану. Нови амерички комесар Дејвид Л. Грег добио је упутства од државног секретара Вилијам Л. Мерси о уговору и анексији преговар са Вилијам до августа 1854. Никада није потписан, а Сенат га можда није ратификовао. Иако је у САД постојала одређена подршка, требало је да прође још 105 година пре пуне државности Хаваја.

## Смрт и сахрана
Камехамеха III изненада је умро 15. децембра 1854. године након кратке болести која је можда била повезана са можданим ударом. Наследио га је нећак и усвојени син Александар Лихолихо, који је проглашен као краљ Камехамеха IV. Године 1865. Камехамеха III је поново сахрањена у Краљевском маузолеју на Хавајима, познатом као Мауна Ала.